# Список насекомых, занесённых в Красную книгу Азербайджана
Список насекомых, занесённых в Красную книгу Азербайджана — список видов насекомых, включённых в издание Красную книгу Азербайджана.
Первое издание Красной книги Азербайджана вышло в печать в 1989 году.
Виды флоры и фауны внесены в Красную книгу разделены по двум категориям: находящиеся под угрозой исчезновения и редкие виды. В последнюю редакцию Красной книги Азербайджана включено 74 вида насекомых. В предыдущей её редакции их было 40.
В 2013 году был подготовлен предварительный вариант второго издания «Красной книги Азербайджанской Республики», которое было подготовлено благодаря финансовой поддержке средств Министерства экологии и природных ресурсов Азербайджана и за счет средств ряда международных организаций.

## Список
| Иллюстрация                           | Название                                                        | Ареал и численность на территории Азербайджана. Замечания по систематике. | Охранный статус в Красной книге | Источники |
| ------------------------------------- | --------------------------------------------------------------- | --- | ------------------------------- | --------- |
| Отряд Жесткокрылые (Coleoptera)       |                                                                 | |                                 |           |
|                                       | Альпийский усач (Rosalia alpina)                                | В Азербайджане встречается в лиственных лесах Большого и Малого Кавказа на высотах до 1500 м. над ур.м. Крайне малочисленный вид. Численность вида сокращается. Основная причина — вырубки старых лиственных и смешанных лесов, особенно с участием бука и ильмовых, неконтролируемый отлов жуков коллекционерами и случайными лицами. |                                 |           |
|                                       | Усач сковитца (Mallosia (Semnosia) scovitzi)                    | Эндемик Закавказья. В Азербайджане встречается в Талыше, Нахичеванской АР — Ордубад. Населяет сухие горные склоны с ксерофильной растительностью в предгорьях и горах. Исключительно малочисленный вид. Причины изменения численности. Нерегулируемый отлов коллекционерами, сенокошение ферулы (кормового растения) на подкормку крупного рогатого скота. |                                 |           |
|                                       | Талышский пурпурный усач Purpuricenus talyshensis               | Эндемик Талыша. Населяет дубовые леса низменности, предгорий и гор. Крайне малочисленный вид. Биология вида подробно не изучена. Причины изменения численности заключаются в лесохозяйственной деятельности человека. | Исчезающий вид.                 |           |
|                                       | Талышский корнеедDorcadion talyschense                          | Эндемик Талыша. Населяет сухие склоны, покрытые ксерофильной растительностью с участием злаков, реже — на песках, суглинистых и слегка засоленных почвах. Малочисленный вид. Причины изменения численности заключаются в хозяйственной деятельности человека. | Исчезающий вид.                 |           |
|                                       | Парандра каспийская (Parandra caspia)                           | Единственный представитель рода на территории палеарктической области. В Талыше, где встречается в горах, поднимаясь на высоту до 700—800 м, а также на низменностях вдоль Каспийского побережья. Наносит как физиологический, так в технический вред. Известен как вредитель древесных пород на юге Азербайджана. Причины изменения численности — активный сбор коллекционерами-любителями. |                                 |           |
|                                       | Златка соломонова (Buprestis salomonii= Ancylocheira salomonii) | Мозаично распространенный Ирано-Туранский вид. На территории страны ареал включает: Закатальский округ, Габала, Шеки, Геокчай, Нахичеванская АР. Населяет тугайные леса и рощи вдоль русел равнинных рек, каналов, вблизи населенных пунктов. Ранее вид был весьма обычен, в последние десятилетия численность резко сократилась; в ряде мест полностью исчез. Лимитирующие факторы: вырубка перестойных и старых деревьев туранги, сокращение площади тугайных лесов.                                                                                                  |                                 |           |
|                                       | Талышский бегун трёхлопастной (Carabus clypeatus)               | На территории страны вид представлен подвидом Carabus clypeatus talyschensis. Встречается в Ленкоранской зоне Талыша вдоль верхних опушек леса, в около лесных лугах и в горно-степной зоне. Малочисленный вид. Причины изменения численности: поедание насекомоядными птицами и сбор коллекционерами. |                                 |           |
|                                       | Жужелица кавказская (Carabus caucasicus)                        | Встречается на территории страны в горных и предгорных районах Большого (Кусары, Бедиркала) и Малого (ущелье Дашалты, окрестности Шуши) Кавказа до высот 1200 м. над ур.м. Наблюдается тенденция к снижению численности вида. Численность подвержена колебаниям и отчасти связана напрямую с количеством осадков и соответственно количеством кормовой базы в виде наземных моллюсков. Численность сокращается из-за уменьшения целинных участков, окультуривания лесных полян, использования пестицидов, неконтролируемого вылавливания коллекционерами и отдыхающими. |                                 |           |
|                                       | Красотел пахучий (Calosoma sycophanta)                          | На территории страны обитает в низменных и предгорных лесах Большого Кавказа и в лесных массивах Малого Кавказа и Талыша. Общая численность последние годы значительно снизилась. Также существует её прямая зависимость от численности гусениц непарного и кольчатого шелкопрядов и других насекомых, служащих красотелу пищей. В годы вспышек численности непарного шелкопряда его количество в природе увеличивается. |                                 |           |
| Фотография скакуна ефратского         | Скакун евфратский (Megacephala euphratica)                      | Единственный представитель африканского рода в фауне стран бывшего СССР. На территории страны ареал включает: Апшерон, Кура-Араксинская низменность, Нахичеванская АР (долина Аракса). Приурочен к участкам с засолёнными почвами и солончакам. В отличие от других представителей подсемейства скакунов жуки ведут ночной образ жизни. Крайне малочисленный вид. Причины изменения численности: мелиорация и освоение засоленных почв. |                                 |           |
| Фотография дубовой дицерки            | Дубовая дицерка (Dicerca fritillum)                             | Редкий реликтовый вид, распространенный в Азербайджане в среднегорной зоне Талыша и лесах гирканского типа. Живут жуки в дубовых лесах предгорьев с повышенной влажностью. Личинки развиваются в древесине дубов каштанолистных. Экология не изучена. Исключительно малочисленный вид. Причины изменения численности не установлены. |                                 |           |
| Отряд Перепончатокрылые (Hymenoptera) |                                                                 | |                                 |           |
|                                       | Шмель дагестанский (Bombus daghestanicus)                       | Является эндемиком Кавказа. Ареал: Большой Кавказ (Закаталы, Габала, Кахи, Шеки), Малый Кавказ (окрестности Гянджи, Шахбуз). Малочисленный вид. Причины изменения численности: сокращение цветущей растительности вследствие перевыпаса скота и покоса, разорение гнёзд шмеля человеком. |                                 |           |
|                                       | Шмель Млокосевича (Bombus mlokosevitschi)                       | Закавказский эндемик. Распространение: Гянджинский, Кахский, Огузский, Кусарский районы, Нахичеванская АР, Талыш. Очень редко встречающийся вид. Численность сокращается из-за разорения гнезд, уменьшения площадей с цветущей растительностью. |                                 |           |
|                                       | Шмель персидский (Bombus persicus)                              | Закавказский субэндемик. Редкий и малочисленный вид. Встречается в Нахичеванской АР (Шахбузский район). Численность сокращается из-за разорения гнезд, уменьшения площадей с цветущей растительностью из-за перевыпаса скота и покоса. |                                 |           |
|                                       | Шмель Порчинского (Bombus portchinski)                          | . Закавказский эндемик. Встречается в окрестностях озера Гекгель. Очень редко встречающийся вид. Численность сокращается из-за разорения гнезд, уменьшения площадей с цветущей растительностью. |                                 |           |
| Отряд Чешуекрылые (Lepidoptera)       |                                                                 | |                                 |           |
|                                       | Аполлон обыкновенный (Parnassius apollo)                        | Крайне редко встречающийся вид. Обитает в предгорьях и горах Малого Кавказа (опушки леса Топхана, окрестности озера Гекгель, южные склоны Даралагезского и Зангезаурского хребтов,) и субальпийские склоны Большого Кавказа (Закаталы, Белоканы, Кахи). Причины изменения численности заключаются в сокращении кормовой базы гусениц бабочек из-за сенокосов. |                                 |           |
|                                       | Аполлон Нордманна (Parnassius nordmanni)                        | Весьма малочисленный вид. Эндемик высокогорий Кавказа, где населяет каменистые осыпи и склоны с альпийскими лугами, эйлаги Большого Кавказа (массивы Шахдаг, Базардюзи, Бабадаг, Гутон) — на высоте от 3000 м.н.у.м. и выше. Причины изменения численности: перевыпас скота на высокогорных пастбищах, сокращении кормовой базы гусениц. |                                 |           |
|                                       | Алланкастрия кавказская (Allancastria caucasica)                | Встречается на южных склонах предгорьев Большого Кавказа (Белоканы, Закаталы, Кахи, Шеки). В горах поднимается на высоты до 1700 м н.у.м. Численность малочисленная и сокращается из-за уменьшения мест обитания вида в результате хозяйственной деятельности человека. |                                 |           |
|                                       | Парусник Алексанор (Papilio alexanor )                          | На территории страны обитает подвид orientalis Romanoff, 1884. Исключительно редкий вид. Обитает только по долина реки Аракс и далее в горы на высотах до 1750 м над ур.м., в пределах Нахичеванской АР. Малочисленный вид. Численность уменьшается из-за сокращения кормовой базы гусениц: ферула употребляется местным населением в пищу и собирается для подкормки молодняка крупного рогатого скота. |                                 |           |
|                                       | Зорька (Anthocharis cardamines)                                 | Редкий вид на территории страны. Обитает в предгорьях и горах Малого Кавказа, по сухим склонам (Лачинский район, Нахичеванская АР, Талыш-Зуванд). |                                 |           |
|                                       | Зегрис короткоусая (Zegris eupheme)                             | Эндемик Закавказья. Обитает в зоне ксерофильной растительности в предгорьях и горах Нахичеванской АР и Талыша (Зуванд). Стабильно малочисленный вид. На гусеницах паразитируют различные наездники из семейств настоящие наездники и бракониды. |                                 |           |
|                                       | Желтушка горная (Colias thisoa)                                 | Редкий вид, практически всегда единичные находки. Встречается на высотах 2000—2500 м.н.у.м. в горах Зангезаурского и Даралагезского хребтов (Малый Кавказ) и на Шахдаге (Большой Кавказ). Причины изменения численности — перевыпас скота, который лишает гусениц кормовой базы. |                                 |           |
|                                       | Желтушка кавказская (Colias caucasica)                          | Эндемик Закавказья, является одним из наиболее характерных представителей закавказской энтомофауны. Населяет южные склоны Муровдагского хребта. Исключительно малочисленный вид. |                                 |           |
|                                       | Желтушка аврорина (Colias aurorina)                             | Редкий узколокальный вид, встречающийся на территории страны в Нахичеванской АР (Шахбузский район), Шемахе (Астраханка), Хызинском районе (Алты-агач), Талыше (Зуванд). Причины изменения численности: нерегулируемый сбор местным населением кормовых растений гусениц — камедоносных астрагалов. |                                 |           |
|                                       | Желтушка курдская (Colias chlorocoma)                           | Узколокальный малочисленный вид. Горы Нахичеванской АР на высоте 1500—1800 м над ур.м. Населяет сухие склоны, покрытые фриганоидной растительностью. Причины изменения численности: использование кормового растения гусениц — колючего эспарцета в качестве топлива местным населением. |                                 |           |
|                                       | Данаида хризипп (Danaus chrysippus)                             | Исчезающий на территории страны вид тропического происхождения. Известен из Талыша. Весьма малочисленный вид. Численность сокращается из-за повсеместного уничтожения Cynanchum acutum — злостного сорняка, являющегося кормовым растением гусениц данного вида. Охраняется в Гирканском национальном парке. |                                 |           |
|                                       | Бархатница талышская (Lasiommata adrastoides)                   | Исчезающий автохтон Талыша. Встречается во влажных лесах Ленкоранской низменности и предгорий Талыша. Малочисленный вид. Причины изменения численности: регулярные покосы, лишающие гусениц кормовой базы в виде диких злаков. |                                 |           |
|                                       | Меланаргия гилата (Melanargia hylata)                           | Исчезающий автохтон Талыша. Встречается только в Зуванде, где населяют засушливые горные склоны с сухолюбивыми кустарничками от 1500 до 1800 м. Малочисленный вид. Причины изменения численности: отсутствие в достаточном количестве кормовых растений гусениц за счет перевыпаса скота. |                                 |           |
|                                       | Сатир альпийский (Pseudochazara alpina)                         | Эндемик Кавказа. Населяет горы восточной части Главного Кавказского хребра — южные склоны в пределах Шахдага и Бабадага. Локальный, очень малочисленный вид. Причины изменения численности: оползни, вызываемые чрезмерными осадками, разрушающие биотопы бабочек, перевыпас скота. |                                 |           |
|                                       | Многоцветница ионийская (Thaleropis ionia)                      | Населяет южные склоны Зангезаурского и Даралагезского хребтов. Населяет аридные редколесья по ксерофитным склонам и межгорным ущельям. Также встречается по разреженным кустарниковым зарослям у пойменных лесов. Локальный, малочисленный вид. |                                 |           |
|                                       | Перламутровка александра (Argynnis alexandra)                   | Исчезающий автохтон Талыша. Обитает в лесах предгорий и гор Талыша, на лесных полянах и опушках, вдоль дорог и просек. Малочисленный вид. Причины изменения численности: не установлены. |                                 |           |
|                                       | Томарес Романова (Tomares romanovi )                            | Малочисленный вид, являющийся закавказским субэндемиком. Нахичеванская АР, Алтыагач. |                                 |           |
|                                       | Червонец охим (Lycaena ochimus)                                 | Исчезающий вид. Населяет горы Нахичеванской АР и Талыша (Зуванд). Встречается на засушливых горных склонах покрытых трагакантниками и акантолимонами на высотах от 1300 до 1600 м.н.у.м. Чисоенность уменьшается из-за сокращения мест обитания вида в результате хозяйственной деятельности человека. |                                 |           |
|                                       | Бражник мёртвая голова (Acherontia atropos)                     | Исключительно малочисленный вид. На территории страны ареал охватывает: Кура-Араксинская низменность, Апшерон, предгорья Большого и Малого Кавказа (Лачин, Шуша), Талыш (Лерик). |                                 |           |
|                                       | Бражник олеандровый (Daphnis nerii)                             | Исключительно малочисленный вид. На территории страны ареал охватывает: Апшерон, Ленкорань, Ордубад. Исчезающий вид. Причины изменения численности: ликвидация насаждений олеандра. |                                 |           |
|                                       | Бражник Комарова (Rethera komarovi )                            | Редкий вид. Долина Аракса, Талыш (Зуванд), Шемахы (Пиркули). Локальный малочисленный вид. Обитает в сухих горах и предгорьях, на высотах 600—1600 метров над уровнем моря. |                                 |           |
|                                       | Большой винный бражник (Hippotion celerio)                      | Исчезающий вид. Ареал охватывает Талыш (Зуванд). Исключительно малочисленный вид. Причины изменения численности: не установлены. |                                 |           |
|                                       | Брамея Христофа (Brahmaea christophi)                           | Реликтовый эндемичный вид. Ряд ученых склонны рассматривать её не как самостоятельный вид, а как подвид Brahmaea ledereri. Исчезающий реликтовый вид, автохтон Талыша. Встречается в прибрежном влажном субтропическом реликтовом лесу, в предгорьях и горах на высоте до 1000 метров над уровнем моря. Исключительно малочисленный вид. |                                 |           |
|                                       | Медведица мрачная (Axiopoena maura)                             | Ареал на территории страны охватывает Ордубад. В пределах всего своего ареала распространение мрачной медведицы является связанным с пещерами, щелями скал и гротами, в которых бабочки прячутся в дневное время. Исчезающий вид, исключительно редкий в Азербайджане. Причины изменения численности: не установлены. |                                 |           |
|                                       | Пестрянка тамара (Zygaena tamara)                               | Исчезающий вид, эндемик южного Закавказья. Встречается на южных склонах Зангезаурского и Даралагезского хребтов. Крайне редко встречающийся вид. Причины изменения численности: чрезмерный сбор местным населением употребляемого в пищу прангоса, являющегося кормовым растением гусениц; паразитирование на гусеницах ихневмонид. |                                 |           |